# گذر مداری

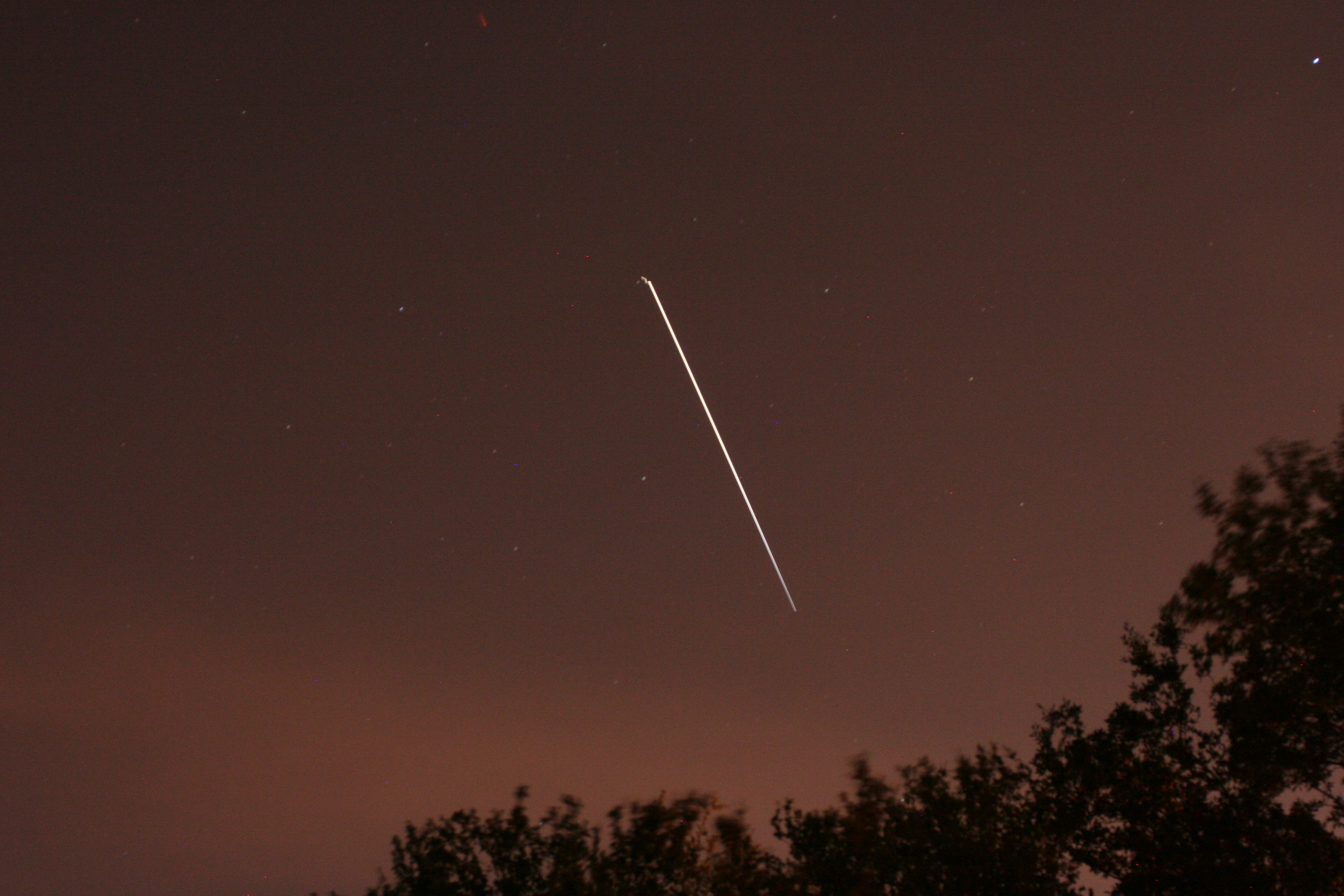
عبور قابل مشاهده ایستگاه فضایی بین‌المللی و شاتل فضایی آتلانتیس بر فراز تامپا، فلوریدا، مأموریت اس‌تی‌اس-۱۳۲در مه ۲۰۱۰ (پنج دقیقه نوردهی)

گذر مداری (یا به سادگی گذر) دوره‌ای است که در آن فضاپیما در بالای افق محلی قرار می‌گیرد، بنابراین برای ارتباط مستقیم با ایستگاه زمینی، گیرنده، ماهواره رله یا مشاهده بصری در دسترس قرار می‌گیرد. شروع یک گذر، اکتساب سیگنال (AOS) و پایان آن، فقدان سیگنال (LOS) نامیده می‌شود. نقطه‌ای که در آن فضاپیما در نزدیک‌ترین فاصله با ناظر زمینی قرار دارد، زمان نزدیکترین رهیافت (TCA) نامیده می‌شود.